# أحمد شريف (لاعب كرة قدم)
أحمد شريف هو لاعب كرة قدم مصري، ولد في 8 فبراير 2003. لعب مع نادي وادي دجلة.